# Huragan Ivan
Huragan Ivan – huragan, który we wrześniu 2004 spustoszył obszar Karaibów i Zatoki Meksykańskiej. Był dziewiątym nazwanym cyklonem tropikalnym, szóstym huraganem i czwartym silniejszym tego typu incydentem w tamtym sezonie. Osiągnął maksymalnie 5. kategorię w skali Saffira-Simpsona, ze stałą prędkością wiatru 269 km/h, w porywach do 324 km/h. Ciśnienie w oku cyklonu spadło do 910 hPa.

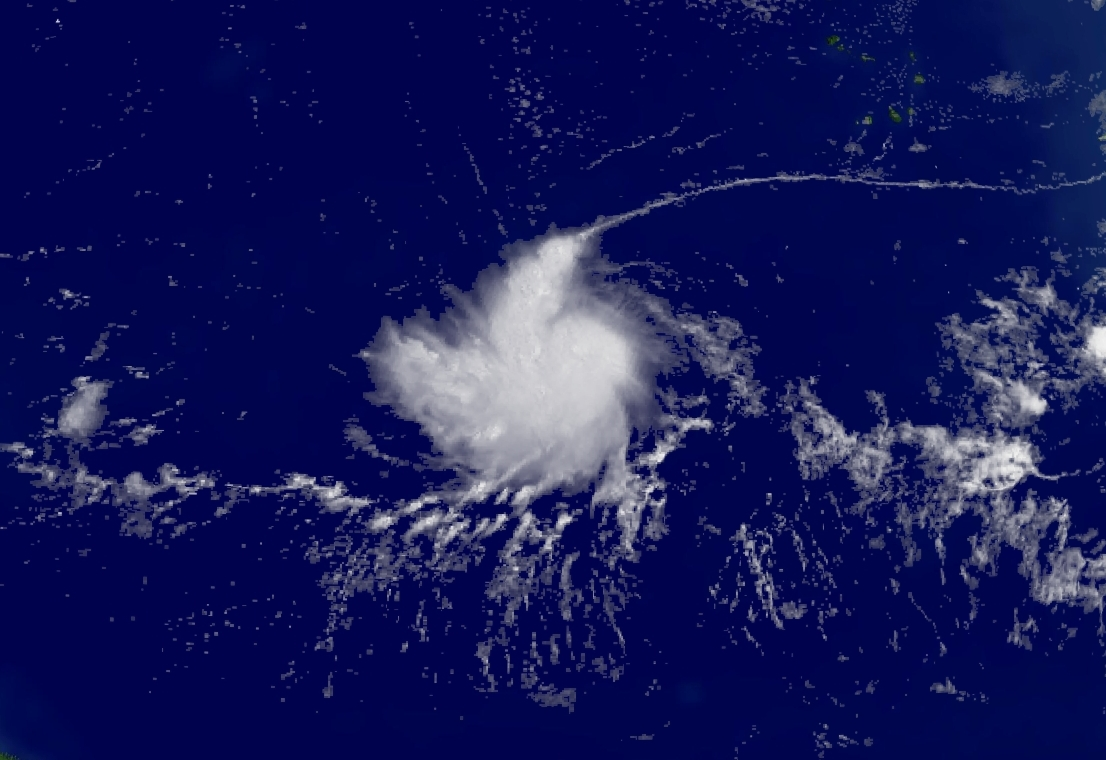
Burza tropikalna Ivan w trakcie formowania

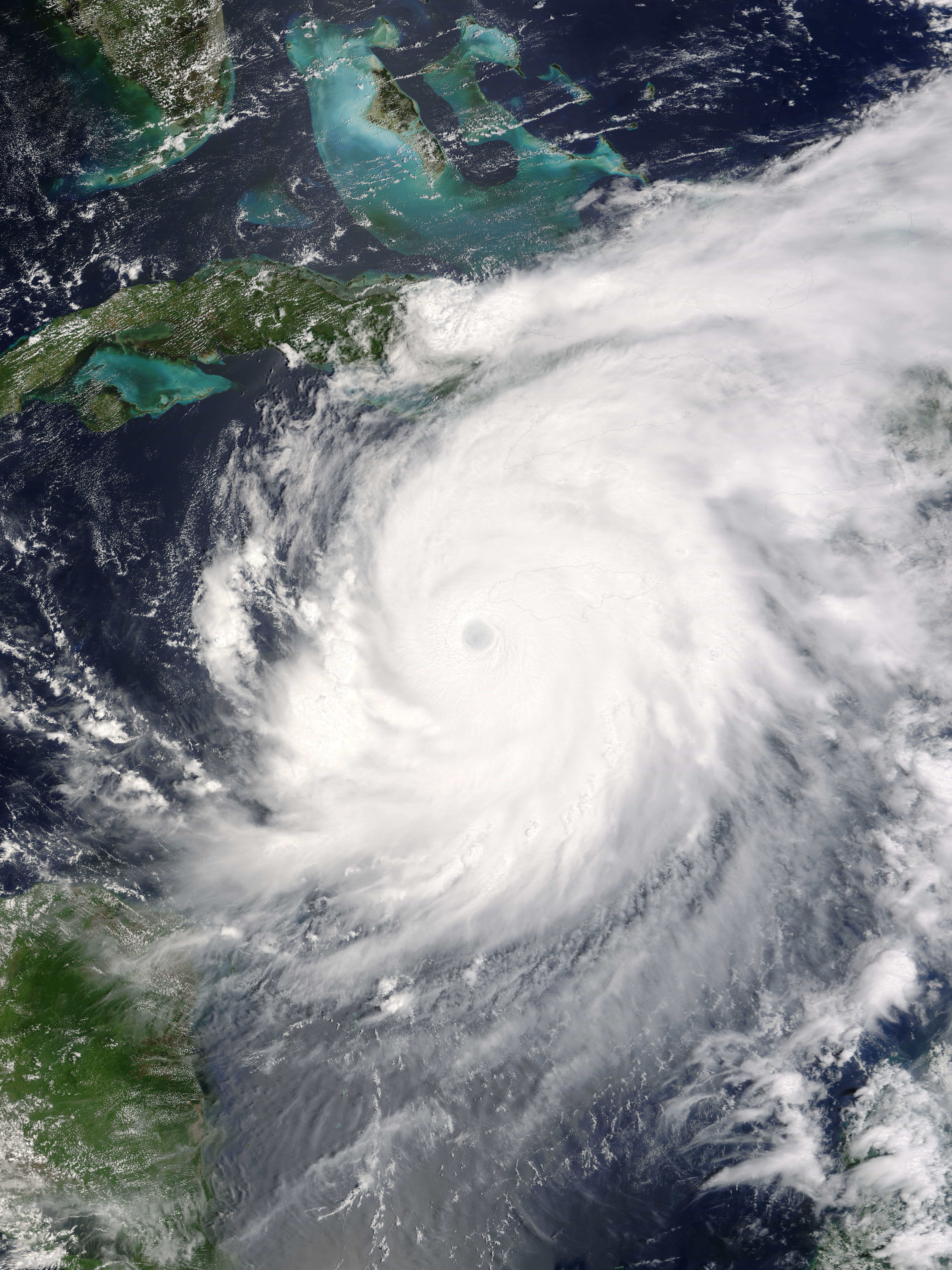
Huragan Ivan 11 września 2004

Formacja zaczęła powstawać 31 sierpnia u zachodnich wybrzeży Afryki. Przemieszczała się na zachód. Dzięki korzystnym warunkom powstający cyklon osiągnął 2 września o 18.00 UTC status depresji tropikalnej. Następnego dnia, około 6.00 UTC stał się burzą tropikalną. 5 września 2004 o 6.00 UTC Ivan osiągnął status huraganu. Jego siła zaczęła szybko wzrastać. 8 września przeszedł nad Grenadą, po czym osiągnął ostatnią, 5. kategorię w skali huraganów. Następnie po przejściu nad Jamajką osłabł na krótko do 4. kategorii, by znowu powrócić do poprzedniej. 12 września ponownie osłabł i się nasilił. Przeszedł nad Kajmanami, po czym zaczął powoli słabnąć. Dotarł 15 września do wybrzeży stanu Alabama jako huragan 3. kategorii. Spowodował tam rekordowo wysokie fale. Według niektórych danych najwyższa fala osiągnęła wysokość 27 m. Po wejściu na ląd osłabł, po czym zawrócił i ponownie nawiedził obszar Zatoki Meksykańskiej jako burza tropikalna dnia 18 września. Zanikł po uderzeniu w wybrzeże Teksasu 24 września.
Łącznie w wyniku burzy zginęło 121 osób, w tym 67 na Karaibach i 54 w Stanach Zjednoczonych.

## Ofiary huraganu

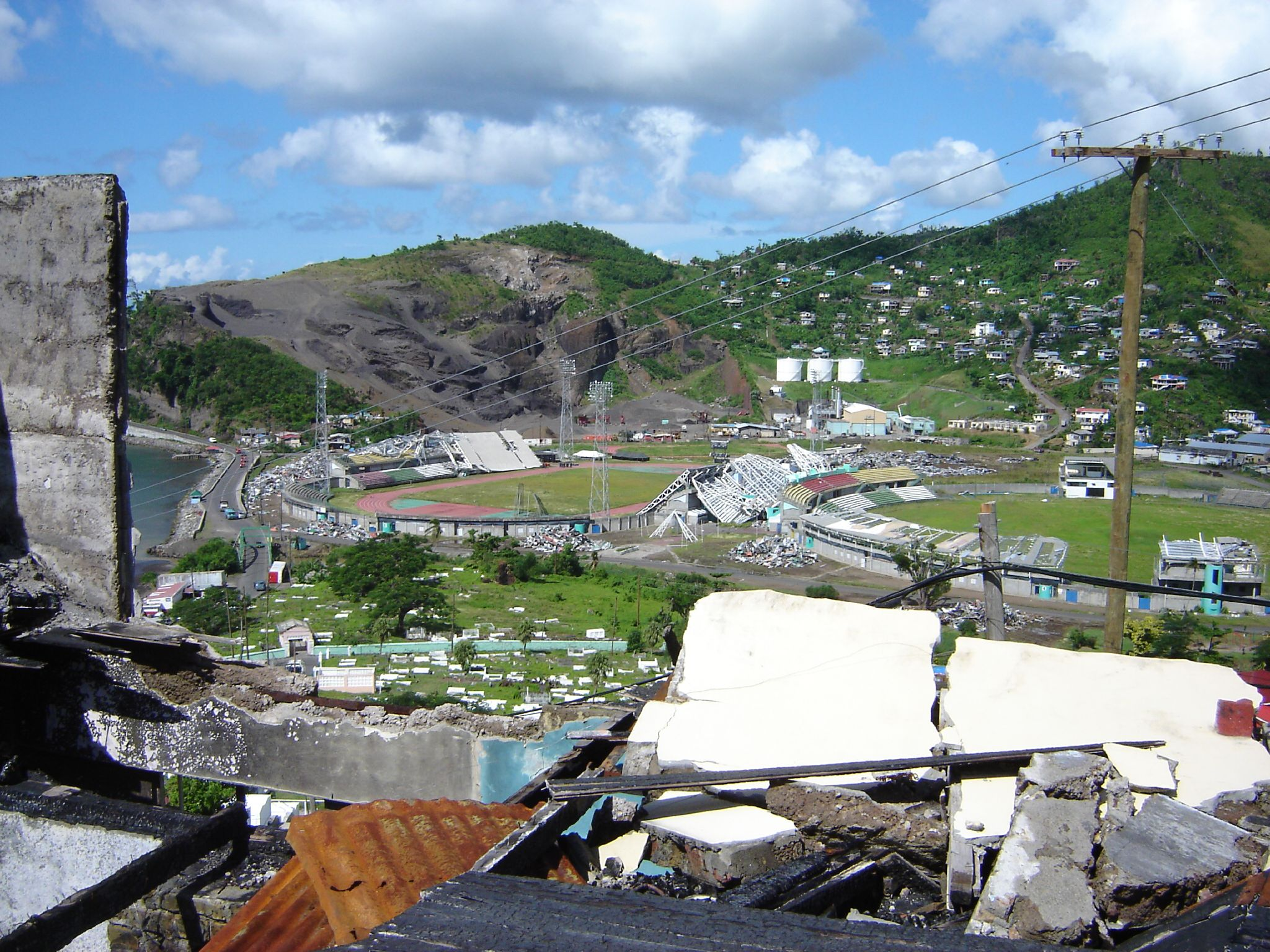
Zniszczenia na Grenadzie

| Kraj              | Ofiary śmiertelne |
| ----------------- | ----------------- |
| Stany Zjednoczone | 54                |
| Grenada           | 39                |
| Jamajka           | 17                |
| Dominikana        | 4                 |
| Wenezuela         | 3                 |
| Kajmany           | 2                 |
| Barbados          | 1                 |
| Trynidad i Tobago | 1                 |
| Razem             | 121               |